# Un cuore malato
Un cuore malato è una canzone composta da Mogol e Gigi D'Alessio, e cantata da D'Alessio in duetto con Lara Fabian.
Il brano è il terzo singolo estratto dall'album Made in Italy di D'Alessio.